# Зелёные голуби
Зелёные голуби (лат. Treron) — род птиц семейства голубиных.
Длина тела 27-30 см, масса 250—300 г. В окраске оперения преобладает зелёный цвет. Живут в лесах, гнездясь в кронах деревьев. Питаются плодами и фруктами.
Распространены в Африке южнее Сахары, на Мадагаскаре, в Южной и Юго-Восточной Азии, на Дальнем Востоке.
В России японский зелёный голубь (Treron sieboldii) постоянно встречается на острове Кунашир (Курильские о-ва), на юге Сахалина и на о-ве Монерон и в Приморском крае. Иногда отмечается на о-ве Шикотан и о-вах Малой Курильской гряды. Также известны случаи залета этого вида голубя для о-ва Райкоке (Средние Курилы) и крайнего юга Камчатки.

## Виды
Международный союз орнитологов выделяет 30 видов:
- Treron fulvicollis — каштановоголовый зелёный голубь
- Treron olax — малый зелёный голубь
- Treron vernans — розовошейный зелёный голубь
- Treron bicinctus — полосатохвостый зелёный голубь
- Treron pompadora — пепельноголовый зелёный голубь
- Treron affinis
- Treron phayrei
- Treron chloropterus
- Treron axillaris
- Treron aromaticus
- Treron curvirostra — толстоклювый зелёный голубь
- Treron griseicauda — серохвостый зелёный голубь
- Treron teysmannii — сумбийский голубь
- Treron floris — флоресский зелёный голубь
- Treron psittaceus — тиморский попугайный голубь
- Treron capellei — большой зелёный голубь
- Treron phoenicopterus — желтоногий зелёный голубь
- Treron waalia — желтобрюхий зелёный голубь
- Treron australis — мадагаскарский зелёный голубь
- Treron griveaudi
- Treron calvus — африканский зелёный голубь
- Treron pembaensis — пембасский зелёный голубь
- Treron sanctithomae
- Treron apicauda — острохвостый зелёный голубь
- Treron oxyurus — суматранский зелёный голубь
- Treron seimundi — белобрюхий зелёный голубь
- Treron sphenurus — клинохвостый зелёный голубь
- Treron sieboldii — японский зелёный голубь
- Treron permagnus
- Treron formosae — тайваньский зелёный голубь

## Иллюстрации

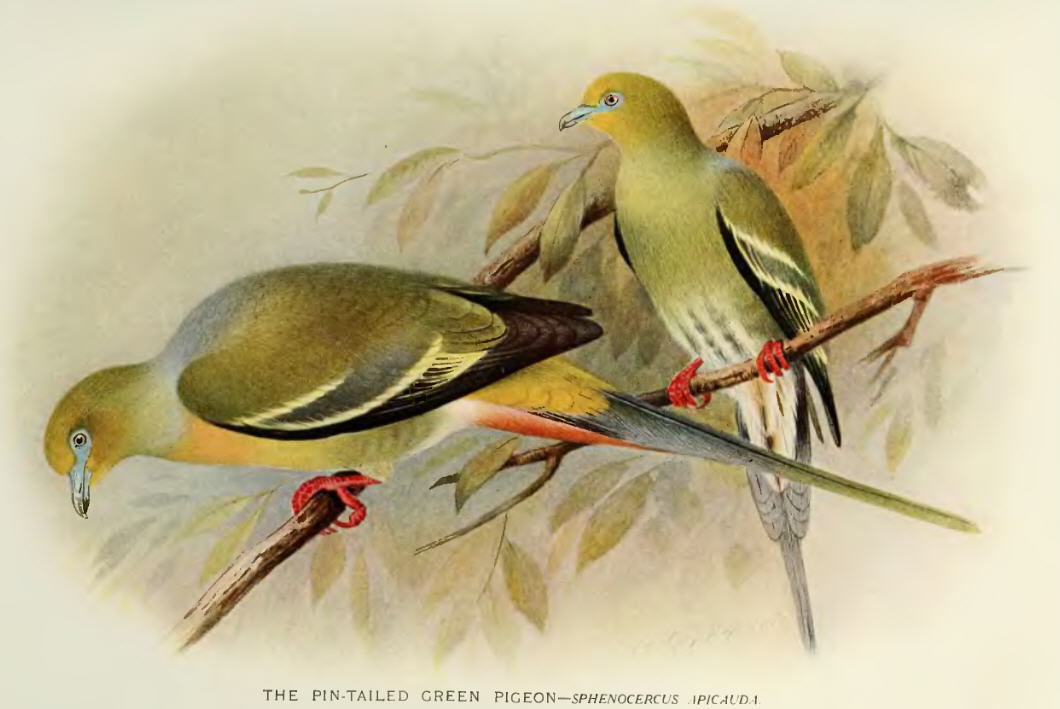
острохвостый зелёный голубь из Южной и Юго-Восточной Азии
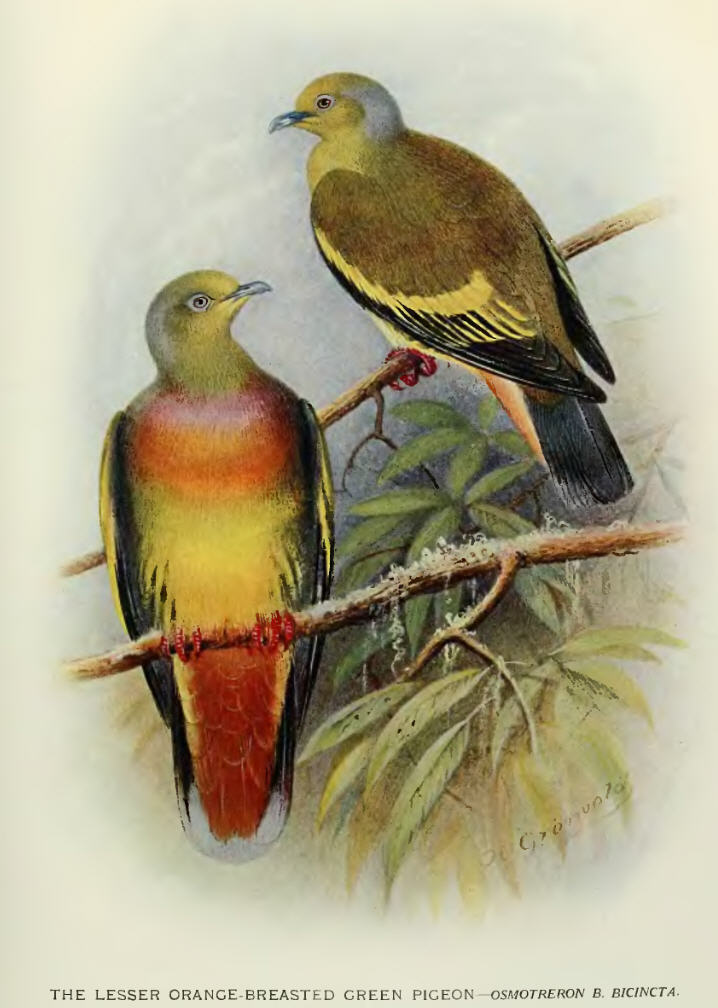
полосатохвостый зелёный голубь из Южной и Юго-Восточной Азии
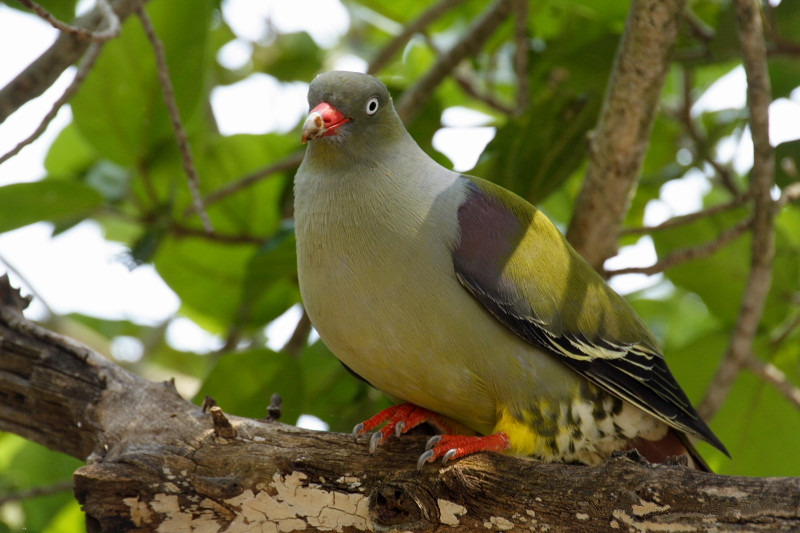
африканский зелёный голубь населяет Африку
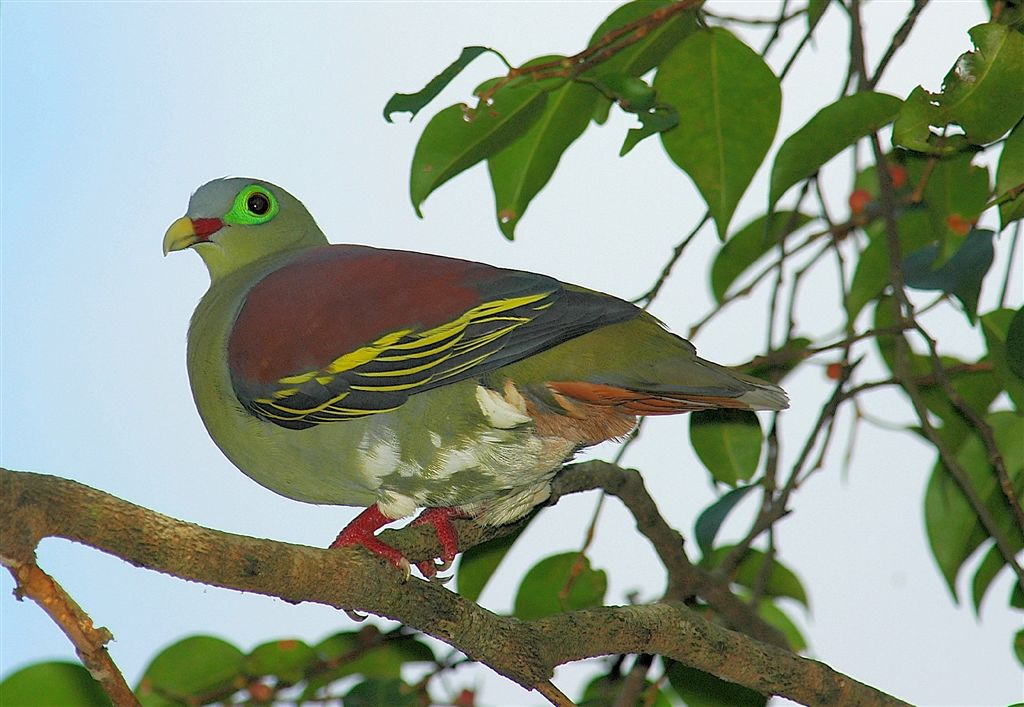
толстоклювый зелёный голубь из Южной и Юго-Восточной Азии
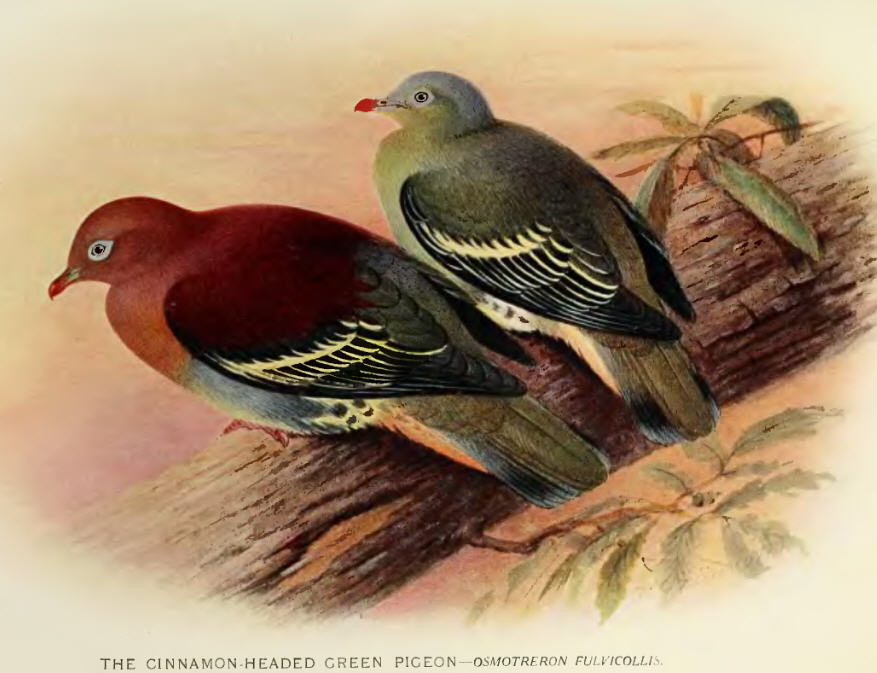
каштановоголовый зелёный голубь из Юго-Восточной Азии
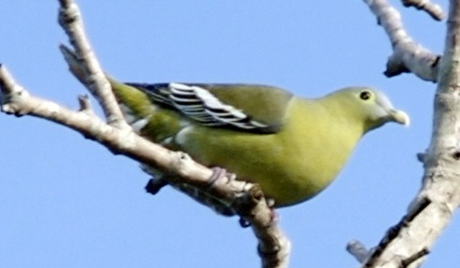
серохвостый зелёный голубь обитает в Индонезии
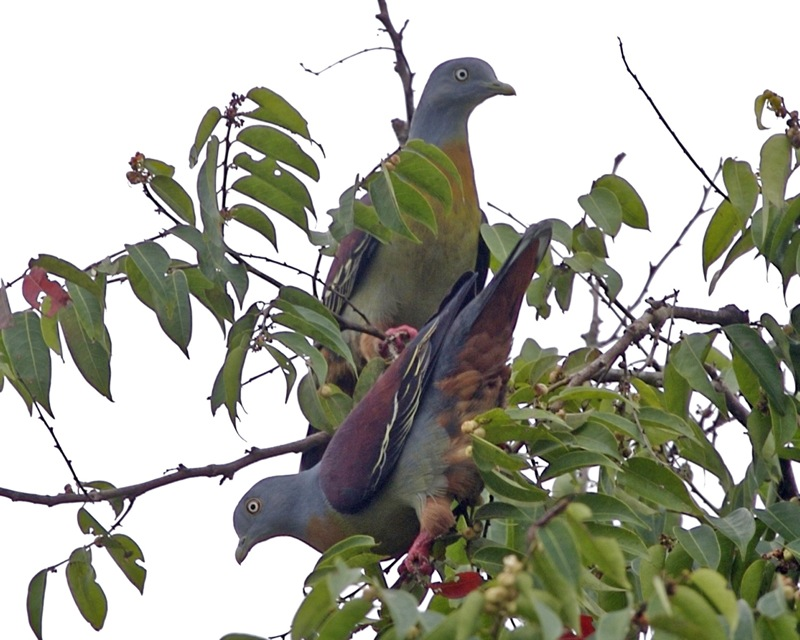
малый зелёный голубь из Юго-Восточной Азии
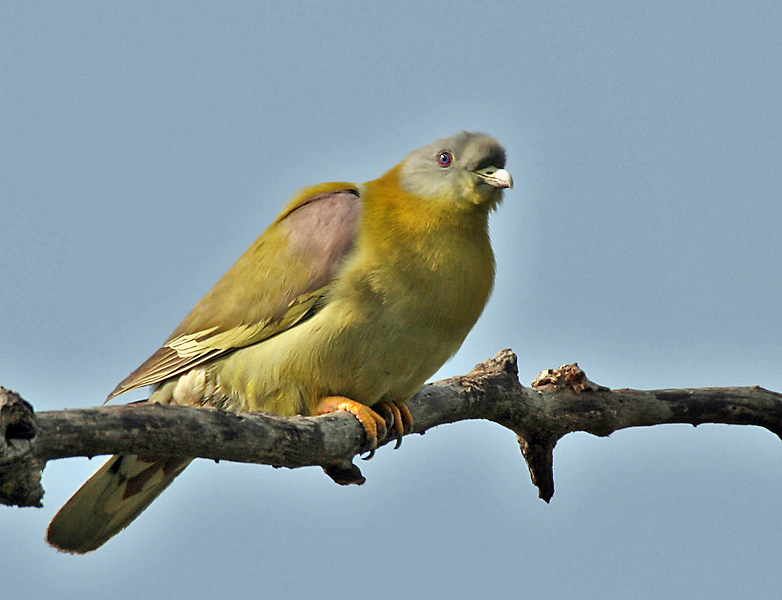
желтоногий зелёный голубь из Южной и Юго-Восточной Азии
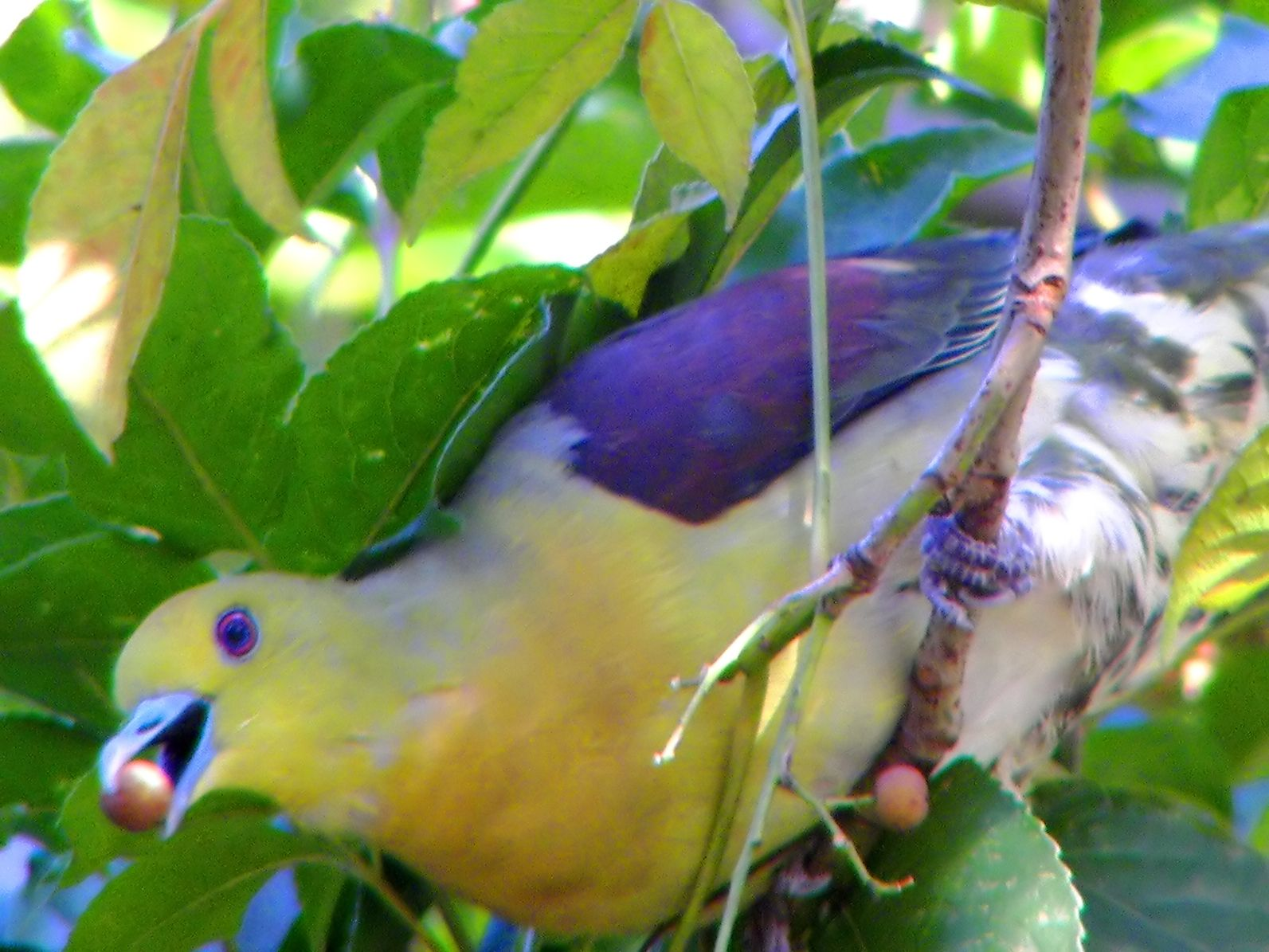
японский зелёный голубь распространён от Индокитая до Дальнего Востока
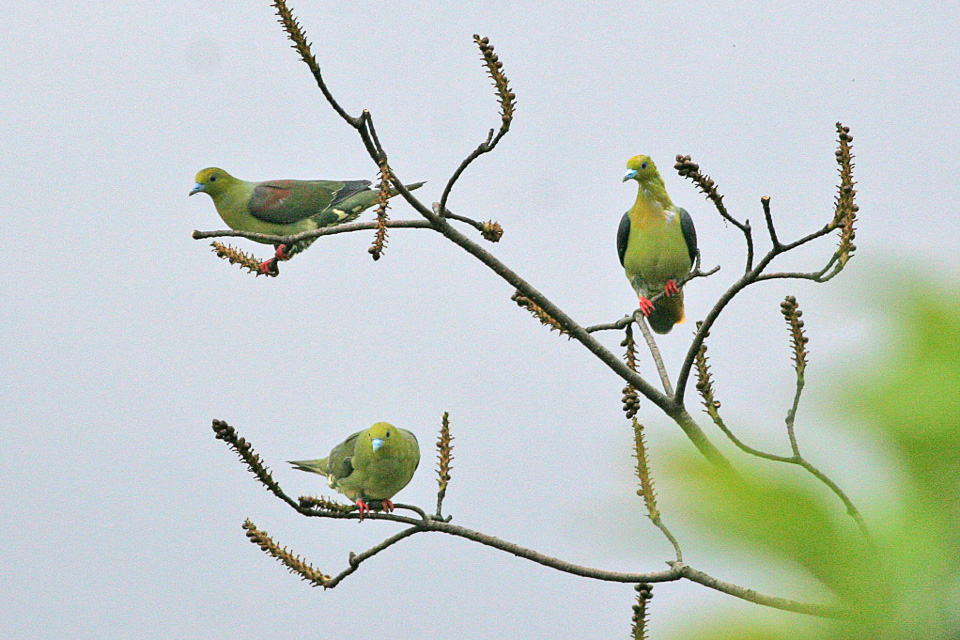
клинохвостый зелёный голубь из Южной и Юго-Восточной Азии
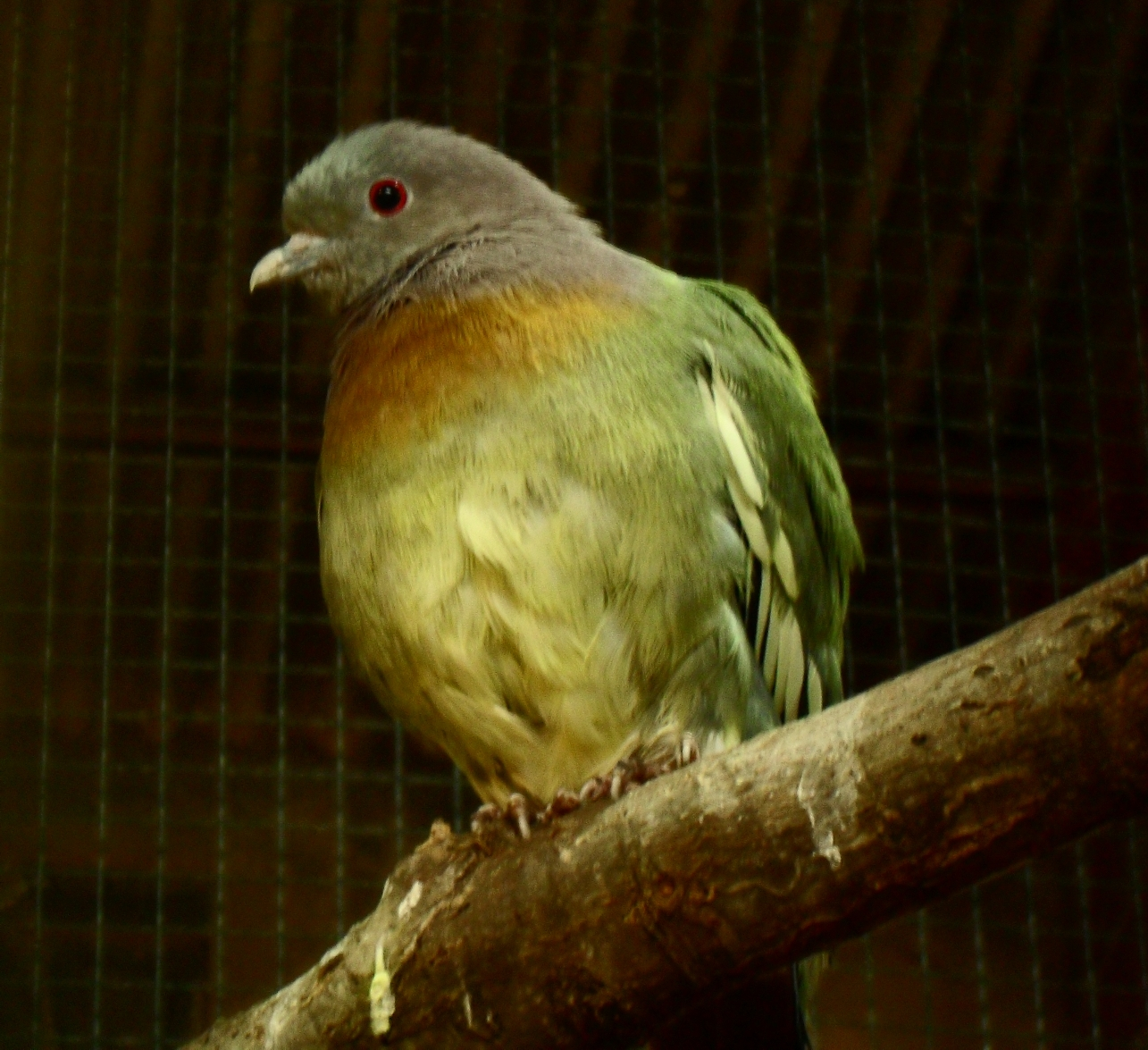
розовошейный зелёный голубь из Юго-Восточной Азии
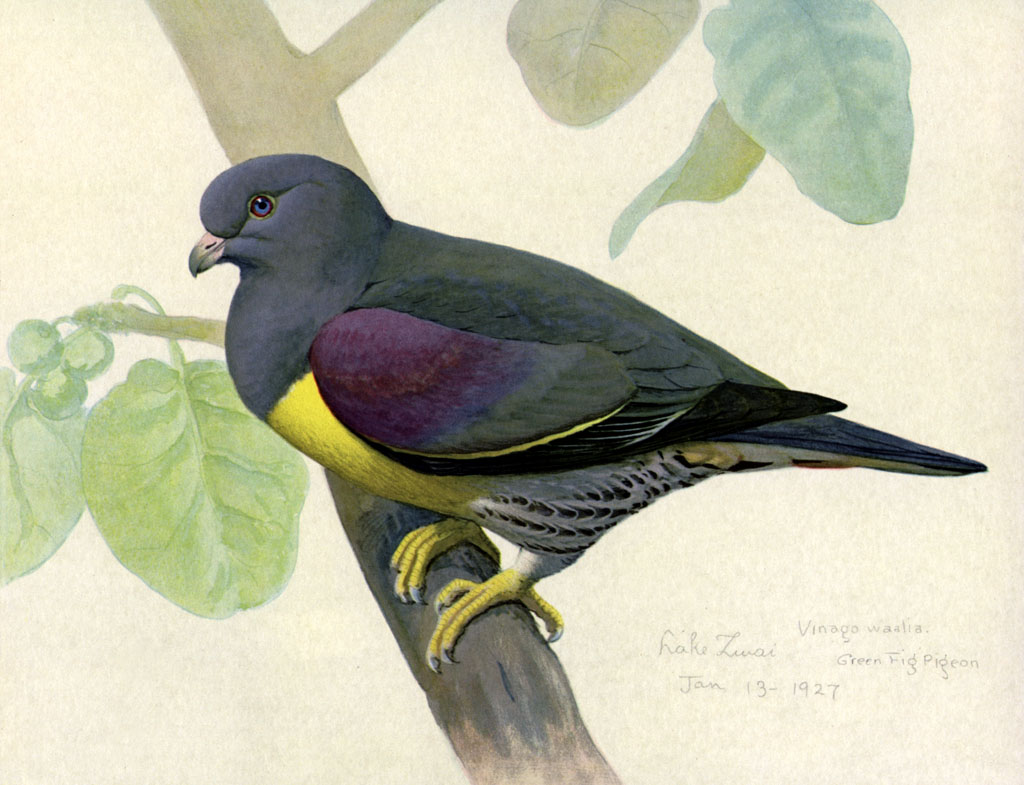
желтобрюхий зелёный голубь обитает в Африке